# 브레멘 음악대
브레멘 음악대(독일어: Die Bremer Stadtmusikanten)는 그림 형제가 쓴 고전 동화이다. 1819년 출간된 《그림 동화》 제2판에 처음 수록되었다. 고전설화 분류법인 아르네-톰프슨 분류 체계에 의하면 브레멘 음악대는 130번 유형에 속한다.

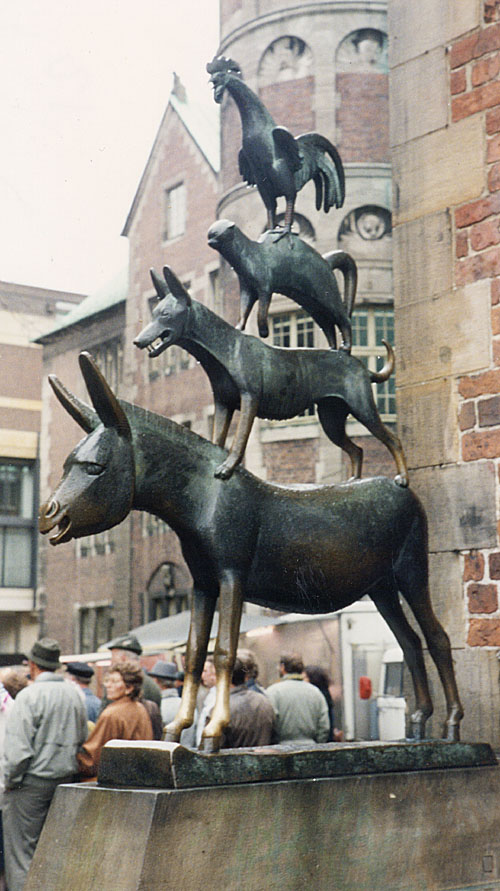
독일 브레멘에 위치한 브레멘 음악가들을 묘사한 게르하르트 마르크스의 청동상. 그 동상은 1953년에 세워졌다.

## 줄거리
농장에서 많은 세월을 보낸 당나귀, 개, 고양이 그리고 닭(수탉의 경우 시간을 잘 알리지 못해서 쫓겨나거나 암탉의 경우 알을 잘 낳지 못해서 죽을 위기에 놓인다.)은 주인에 의해 학대받고 버림받게 된다. 그들은 농장을 떠나 자유로운 땅, 브레멘으로 가서 음악가가 되기로 결심한다. 브레멘으로 가는 길에 그들은 빛이 흘러나오는 집을 보게 되고 그 안에 네 명의 도둑들이 자신들이 훔친 전리품을 감상하는 것을 목격한다. 그들은 음식을 얻기 위해 사람인 척 행동하려 하지만(당나귀 위에 개, 개 위에 고양이, 고양이 위에 닭이 올라타 도둑들을 겁줄 의도로 한 내용도 있다) 그 소리를 들은 도적들은 모두 도망가 버린다. 덕분에 동물들은 집을 차지하고 좋은 음식을 먹을 수 있게 된다. 그 날 저녁, 돌아온 도둑들은 집안을 정찰하기 위해 동료 한 명을 보낸다. 어두운 집안에서 그는 고양이의 빛나는 눈을 보지만 그는 그것이 촛불일 거라 생각한다. 바로 그때 고양이는 그의 얼굴을 할퀴고, 개는 그의 다리를 물고, 당나귀는 그를 발로 차며, 닭은 "꼬끼오 꼬꼬꼬꼬!!!" 소리를 내지르며 문 밖으로 그를 내쫓는다. 그는 그의 동료들에게 자신이 마녀에게 괴롭힘을 당했다고 주장한다. 마녀가 긴 손톱으로 자신을 할퀴었으며(고양이), 오거가 칼로 자신을 베었고(개), 거인이 둔기로 자신을 내리쳤고(당나귀), 그보다 더한 것은 용이 천장 꼭대기에서 울부짖었다고(닭. 판본에 따라 재판장이 "피고인에게 징역을 선고한다!" 라고 했다 하거나, 경찰이 "꼼짝 마라!" 라고 소리쳤다고 하기도 한다.) 얘기했다.
도둑들은 집을 포기했으며, 동물들은 브레멘에 가지 않고 그곳에서 여생을 행복하게 보냈다. 

## 기타
경우에 따라 동물들이 마침내 브레멘으로 가서 연주를 하는 결말도 있다.

## 같이 보기
- 어브 아이웍스